# فئوکتیستوف (دهانه)
فئوکتیستوف یک دهانه برخوردی در ماه‌ است.

## دهانه‌های اقماری
این دهانه ۱ دهانه اقماری دارد.
| Feoktistov | عرض جغرافیایی | طول جغرافیایی | قطر          |
| ---------- | ------------- | ------------- | ------------ |
| X          | ۳۳.۱° N       | ۱۳۹.۵° E      | ۲۳.۰ کیلومتر |